# Gynoplistia williamsi
Gynoplistia williamsi är en tvåvingeart som beskrevs av Günther Theischinger 2000. Gynoplistia williamsi ingår i släktet Gynoplistia och familjen småharkrankar. Inga underarter finns listade i Catalogue of Life.